# Frédéric Maton
Frédéric Maton est un musicien belge, prêtre catholique (chanoine), pédagogue et maître de chapelle, né à Soignies le 6 février 1827 et mort à Tournai le 2 janvier 1893.

## Biographie
Frédéric Maton naît à Soignies le 6 février 1827. Ses premières études le mènent au Conservatoire Royal de Bruxelles d'où, brillant élève de François-Joseph Fétis, il ressort diplômé. Ensuite appelé au sacerdoce, il entre au Séminaire ainsi qu'à l'Université catholique de Louvain pour obtenir le grade de Licencié en théologie.
En 1864, il devient Directeur de la Maîtrise de la Cathédrale Notre-Dame de Tournai (l'une des plus réputées de Belgique à l'époque), mettant au programme des œuvres de Haydn, Mozart, Beethoven, Cherubini, Weber, comme cela se pratiquait alors au cours des liturgies solennelles.
Naît alors, en 1867 à Ratisbonne (en Allemagne), le Mouvement Cécilien – inspiré par l'abbé Franz Xaver Witt – qui se fixe pour objectif de remettre à l'honneur le chant grégorien tombé en désuétude, de revenir à la polyphonie vocale telle que pratiquée à la Renaissance par l'École de Palestrina et, plus largement, de susciter la création d'un répertoire musical inspiré de la tradition chrétienne.
C'est ainsi que, dans le dernier tiers du XIXe siècle jusqu'au début du siècle suivant, de nombreuses Écoles de Musique Sacrées sont créées, héritières des Écoles cathédrales du Moyen Âge :  en à Ratisbonne (Regensburger Domspatzen), à Paris (Schola Cantorum); à Rome (Institut pontifical de musique sacrée), à Malines (Institut Lemmens).
C'est dans ce cadre que l'abbé Maton, devenu chanoine en 1865, se rend plusieurs fois à Ratisbonne afin de se mettre à "l'École de Franz Witt". Dans ses pérégrinations, il est accompagné par l'abbé Victor Durez (1848-1894) – musicien également – qui lui succédera à la tête de la Maîtrise de la cathédrale.
De retour à Tournai leur vient l'idée d'y fonder une école de musique sacrée : l'École Saint-Grégoire. Placée sous le patronyme du Pape Grégoire Ier, réformateur de la liturgie romaine et promoteur du chant qui porte son nom (chant grégorien).
Celle-ci naît en 1880 à Tournai, en étant associée à l'École Saint-Luc (fondée par les Frères des Écoles Chrétiennes en 1877).
Destinée à former les choristes, l'École Saint-Grégoire ne tarde pas à se doter de cours d'orgue et d'harmonie (en 1882).
Elle suscite l'intérêt et les vifs encouragement de musiciens tels Peter Benoît, Edgar Tinel et César Franck, lors de son célèbre passage à Tournai en 1890 avec le Quatuor Ysaÿe.
En 1891, Mgr Isidore-Joseph du Rousseaux, évêque de Tournai, confie la direction de l'École Saint-Grégoire à l'abbé Joseph-Jules Dedoncker (charge qu'il conserve jusqu'en 1946). L'École acquiert alors un statut diocésain (et n'est plus reliée à l'École Saint-Luc, comme à l'origine).
Le Chanoine Frédéric Maton décède à Tournai le 2 janvier 1893.
En 1987, l'École Saint-Grégoire prend le nom d'Académie de Musique Saint-Grégoire.

## Distinction
- Chevalier de l'ordre de Léopold